# Rhynchospora reptans
Rhynchospora reptans är en halvgräsart som först beskrevs av Louis Claude Marie Richard, och fick sitt nu gällande namn av Georg Kükenthal. Rhynchospora reptans ingår i släktet småag, och familjen halvgräs. Inga underarter finns listade i Catalogue of Life.